# Hembecke
Hembecke ist als Teil der ehemals selbstständigen Gemeinde Deilinghofen seit dem 1. Januar 1975 ein Ortsteil der Stadt Hemer.
Hembecke liegt im Südwesten Deilinghofens. Es grenzt an die Ortschaften Dieken und Grüntal der ehemaligen Gemeinde Sundwig im Westen sowie an Deilinghofen, Hohenstein und Langenbruch im Osten. Im Süden bildet die Siedlung die Grenze zum Balver Wald. Unweit von Hembecke liegt die Erhebung Osterloh (432 Meter ü. NN).